# Aeroportul Chilliwack
Aeroportul Chilliwack (IATA: YCW, ICAO: CYCW) este un aeroport din Columbia Britanică, Canada.
Situat la o altitudine de 10 m, aeroportul dispune de o singură pistă.